# 숙등역
숙등역(Sukdeung station, 淑嶝驛)은 부산광역시 북구 덕천동에 있는 부산 도시철도 3호선의 전철역이다.

## 역사
- 2005년 11월 28일: 부산 도시철도 3호선 개통과 함께 영업 개시
- 2008년 1월 1일: 부민병원 부역명 표기
- 2019년 5월 27일: 부민병원 부역명 삭제

## 역명 유래
역명의 유래는 덕천동에 위치했던 자연 마을인 숙등마을(淑嶝마을)에서 유래된 이름인데 마을 이름 유래에 대해서는 여러 가지 설이 전한다. 백양산 주지봉 북쪽 사면에 쑥이 많이 자랐기 때문에 '쑥등'이라고 불리다가 숙등이 되었다는 설, 숙동 부근에 위치한 마을이라고 해서 '숙동'이라고 불렀다는 설, 백양산 주지봉에 위치한 음정골마을에서 숙등마을 사이에 소나무 숲이 우거졌기 때문에 '숲등'으로 불리다가 숙등이 되었다는 설, 낙동강에서 맑은(淑) 바람이 불어오는 언덕(嶝)이었기 때문에 '숙등'이라고 불렀다는 설이 전한다.

## 역 구조
2면 2선 상대식 승강장으로 운영되며, 스크린도어가 설치되어 있다. 연결된 지하상가로 덕천역까지 걸어서 이동할 수 있다.
- 반대편횡단: 불가능

### 승강장
| 남산정↑ |
| \| 상   |
| ↓덕천   |

| 상행 | ● 부산 도시철도 3호선 | 미남·연산·수영 방면              |
| 하행 | ● 부산 도시철도 3호선 | 구포·강서구청·체육공원·대저 방면 |

## 역 주변
- 덕천1동 행정복지센터
- 덕천3동 행정복지센터
- 덕천시영아파트
- 덕천시장
- 덕천주공1단지아파트
- 덕천주공2단지아파트
- 덕천중학교
- 부민병원

## 승차량 변동
| 역 노선 | 승차 인원 | 승차 인원 | 승차 인원 | 승차 인원 | 승차 인원 | 승차 인원 | 승차 인원 | 승차 인원 | 승차 인원 | 승차 인원 | 승차 인원 | 주 석 |
| 역 노선 | 2005년    | 2006년    | 2007년    | 2008년    | 2009년    | 2010년    | 2011년    | 2012년    | 2013년    | 2014년    | 2015년    | 주 석 |
| ------- | --------- | --------- | --------- | --------- | --------- | --------- | --------- | --------- | --------- | --------- | --------- | ----- |
| 3호선   | 2513      | 2919      | 3123      | 3446      | 3546      | 3811      | 4074      | 4124      | 4196      | 4234      | 4107      | [ 2 ] |

## 인접한 역
| 부산 도시철도 3호선  | 부산 도시철도 3호선   | 부산 도시철도 3호선 |
| -------------------- | --------------------- | ------------------- |
| 311 남산정 수영 방면 | ● 부산 도시철도 3호선 | 313 덕천 대저 방면  |

## 사진

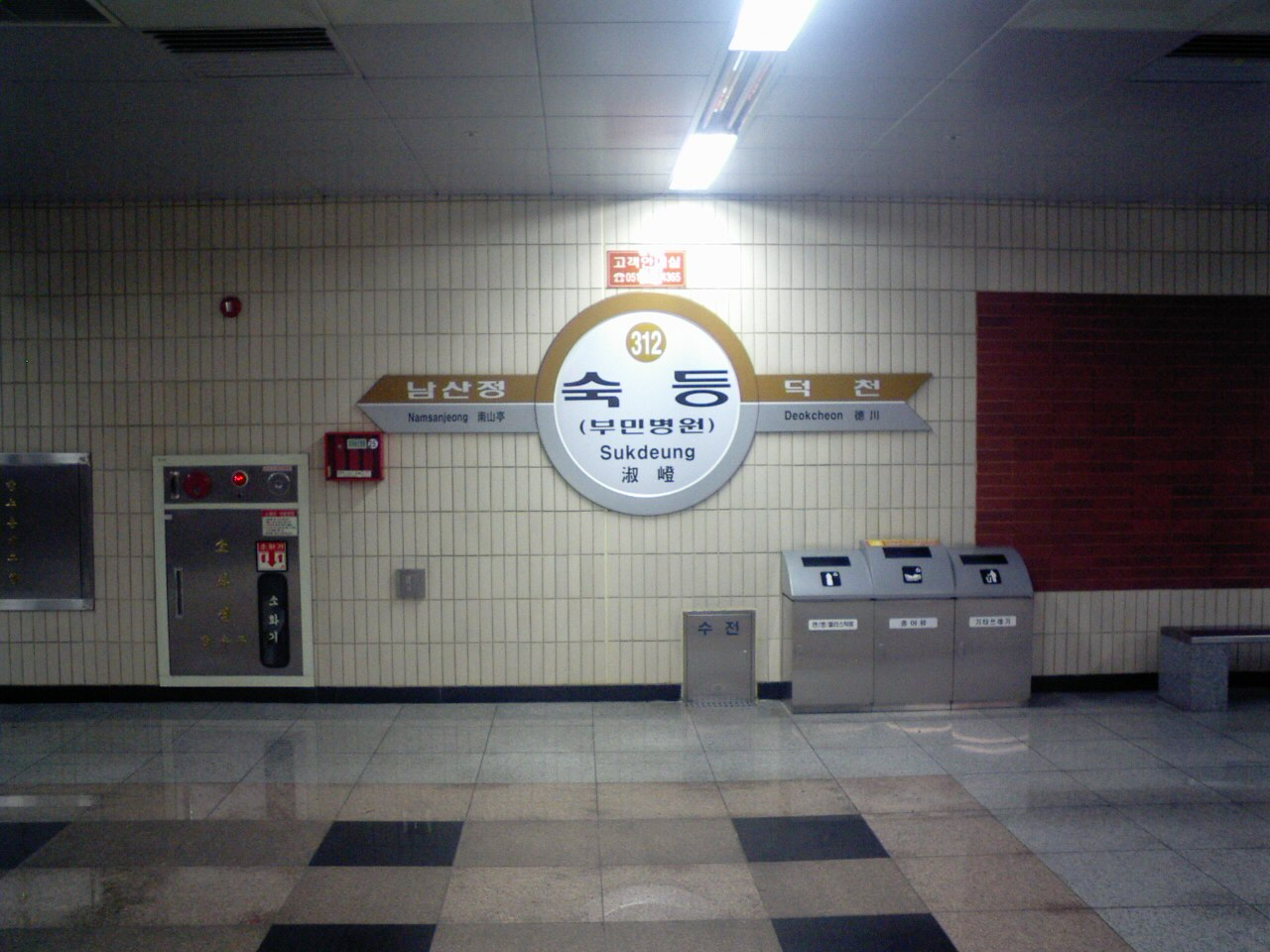
구형 역명판